# Hypena montana
Hypena montana är en fjärilsart som beskrevs av James John Joicey och Talbot. Hypena montana ingår i släktet Hypena och familjen nattflyn. Inga underarter finns listade i Catalogue of Life.